# Campionati europei cadetti di scherma 2022
I Campionati europei cadetti di scherma del 2022 ("2022 European Cadets Fencing Championships") sono stati organizzati dalla Confederazione europea di scherma e si sono svolti a Novi Sad in Serbia, dal 3 al 7 marzo 2022.
Nel fioretto, si sono aggiudicati i titoli dei campionati europei il magiaro Ambrus Budahazy, che ha battuto in finale il connazionale Almos Balint, e l'italiana Matilde Molinari che ha avuto la meglio sulla magiara Jazmin Papp.
Nella spada l'italiano Jacopo Rizzi ha battuto in finale l'israeliano Alon Sarid, ottenendo il titolo europeo cadetti maschile, mentre tra le donne la magiara Greta Gachalyi ha superato l'israeliana Alexandra Kravets.
Nella sciabola il tedesco Colin Heathcock prevale sul francese Lucas Guilley, mentre la magiara Anna Spiesz ha battuto l'italiana Martina Giancola.
Nei campionati europei cadetti a squadre maschili, la nazionale magiara ha prevalso nella finale del fioretto contro il Regno Unito, mentre la nazionale italiana ha vinto nella spada contro la formazione magiara, ed infine la nazionale magiara ha avuto la meglio sulla compagine francese nella sciabola.
Nei campionati europei cadetti a squadre femminili, la nazionale italiana ha prevalso nella finale del fioretto contro la Turchia, l'Italia ha vinto nella spada contro la compagine iberica, ed infine la formazione magiara ha avuto la meglio sulla nazionale rumena nella sciabola.

## Podi

### Uomini
| Specialità  | Oro                                                                       | Argento                                                                   | Bronzo                                                                         |
| Individuali |                                                                           |                                                                           |                                                                                |
| Fioretto    | Ambrus Budahazy                                                           | Almos Balint                                                              | Numa Crist Jaimie Cook                                                         |
| Spada       | Jacopo Rizzi                                                              | Alon Sarid                                                                | Alec Brooke Alexander Malvik                                                   |
| Sciabola    | Colin Heathcock                                                           | Lucas Guilley                                                             | Tolga Aslan Frigyes Godo                                                       |
| A squadre   |                                                                           |                                                                           |                                                                                |
| Fioretto    | Ungheria Albert Bagdany Almos Balint Ambrus Budahazy Kean Horvath         | Regno Unito Jaimie Cook Callum Penman David Sosnov Nye Ulferts Kilpatrick | Francia Numa Crist Jean-Baptiste De Belval Adrien Helmy-Cocoynacq Louis Pradel |
| Spada       | Italia Matteo Galassi Fabio Mastromarino Giacomo Pietrobelli Jacopo Rizzi | Ungheria Bulcsu Farkas Adam Horvath Agoston Ko Domonkos Pelle             | Israele Omer Baruch Bental Liman Alon Sarid Ilay Segal                         |
| Sciabola    | Ungheria Frigyes Godo Zsombor Hanzely Kornel Pech Oszkar Vajda            | Francia Tom Couderc Lucas Guilley AXEL Pogu Guillame Scelles              | Romania Casian Cidu Dacian Enache Rares Gheorghe Luca Radu                     |

### Donne
| Specialità  | Oro                                                                            | Argento                                                                                       | Bronzo                                                                            |
| Individuali |                                                                                |                                                                                               |                                                                                   |
| Fioretto    | Matilde Molinari                                                               | Jazmin Papp                                                                                   | Sofia Giordani Alisa Isbir                                                        |
| Spada       | Greta Gachalyi                                                                 | Alexandra Kravets                                                                             | Sofija Prosina Emili Conrad                                                       |
| Sciabola    | Anna Spiesz                                                                    | Martina Giancola                                                                              | Maria Alexe Tiziana Nitschmann                                                    |
| A squadre   |                                                                                |                                                                                               |                                                                                   |
| Fioretto    | Italia Beatrice Pia Maria Bibite Greta Collini Sofia Giordani Matilde Molinari | Turchia Fatima Zehra Anbarlilar Elif Su Ay Almila Birce Durukan Alisa Isbir                   | Regno Unito Megan Elliott Isabella Johnson Carolina Stutchbury Amelie Tsang       |
| Spada       | Italia Allegra Cristofoletto Eleonora Orso Elisa Treglia Federica Zogno        | Spagna Silvia Gomez Lopez Helena Linares Urbina Candela Lozano Porras Martina Torrego Alvarez | Israele Michal Cohen Maya Freireich Alexandra Kravets Yuval Yizhaki               |
| Sciabola    | Ungheria Liza Bognar Emese Domonkos Zsanett Kovacs Anna Spiesz                 | Romania Maria Alexe Rosemarie Benciu Alexandra Mitrus Amalia Stan                             | Francia Roxane Chabrol Alejandra Manga Ezechielle Martinez Almansa Aurore Patrice |